# واناوارا ۶۴۰۴
سیارک ۶۴۰۴ (به انگلیسی: 6404 Vanavara، نامگذاری:1991PS6) شش هزار و چهارصد و چهارمین سیارک کشف شده‌است که در ۶ اوت ۱۹۹۱ کشف شد.
قدر مطلق سیارک برابر ۱۲٫۹۰ است.